# Malacosteinae
Malacosteinae (Gill, 1890) è una sottofamiglia di pesci ossei marini appartenenti alla famiglia Stomiidae.

## Tassonomia
La sottofamiglia conta 3 generi:
- Aristostomias
- Malacosteus
- Photostomias